# Spengler Cup
Spengler Cup är en internationell ishockeyturnering som spelas i Davos i Schweiz kring jul-nyår varje år.
Spengler Cup är den näst äldsta internationella ishockeyturneringen för klubblag i världen, efter Stanley Cup. Deltagande lag bjuds in till turneringen som hålls av den schweiziska klubben HC Davos. Turneringen spelades första gången 1923 och vanns då av Oxford University Ice Hockey Club där många kanadensare spelade. Mellan 1965 och 1983 dominerade lag från dåvarande Tjeckoslovakien och Sovjetunionen turneringen. Sedan 1984 har förutom klubblag även ett kanadensiskt landslag, som till större delen utgörs av kanadensiska spelare i Europa, deltagit och har vunnit turneringen 15 gånger.
Pokalen, som turneringens vinnare tilldelas, är i form av en gyllene glob omgiven av ishockeyklubbor i silver. Pokalen är namngiven efter dr Carl Spengler från Davos.

## Slutsegrare
| År    | Segrare                             | Tvåa                           |
| ----- | ----------------------------------- | ------------------------------ |
| 1923  | Oxford University                   | HC Davos                       |
| 1924  | Berliner SC                         | HC Davos                       |
| 1925  | Oxford University                   | HC Davos                       |
| 1926  | Berliner SC                         | HC Davos                       |
| 1927  | HC Davos                            | Berliner SC                    |
| 1928  | Berliner SC                         | HC Davos                       |
| 1929  | LTC Prag                            | HC Davos                       |
| 1930  | LTC Prag                            | HC Davos                       |
| 1931  | Oxford University                   | HC Davos                       |
| 1932  | LTC Prag Oxford University 1        |                                |
| 1933  | LTC Prag                            | HC Davos                       |
| 1934  | Diavoli Rossoneri Milano            | HC Davos                       |
| 1935  | Diavoli Rossoneri Milano            | HC Davos                       |
| 1936  | HC Davos                            | LTC Prag                       |
| 1937  | LTC Prag                            | HC Davos                       |
| 1938  | HC Davos                            | LTC Prag                       |
| 19392 |                                     |                                |
| 19402 |                                     |                                |
| 1941  | HC Davos                            | Berliner SC                    |
| 1942  | HC Davos                            | Zürcher SC                     |
| 1943  | HC Davos                            | Zürcher SC                     |
| 1944  | Zürcher SC                          | HC Davos                       |
| 1945  | Zürcher SC                          | HC Davos                       |
| 1946  | LTC Prag                            | HC Davos                       |
| 1947  | LTC Prag                            | HC Davos                       |
| 1948  | LTC Prag                            | HC Davos                       |
| 19493 |                                     |                                |
| 1950  | Diavoli Rossoneri Milano            | HC Davos                       |
| 1951  | HC Davos                            | Preussen Krefeld               |
| 1952  | EV Füssen                           | HC Davos                       |
| 1953  | HC Milano Inter                     | HC Davos                       |
| 1954  | HC Milano Inter                     | HC Davos                       |
| 1955  | Ruda Hvezda Brno                    | HC Davos                       |
| 19564 |                                     |                                |
| 1957  | HC Davos                            | Rudá Hvězda Brno               |
| 1958  | HC Davos                            | Italy Diavoli Rossoneri Milano |
| 1959  | ACBB Paris                          | HC Davos                       |
| 1960  | ACBB Paris                          | HC Davos                       |
| 1961  | ACBB Paris                          | HC Davos                       |
| 1962  | HC Sparta Prag                      | HC Davos                       |
| 1963  | HC Sparta Prag                      | HC Davos                       |
| 1964  | EV Füssen                           | HC Davos                       |
| 1965  | HC Dukla Jihlava                    | HC Davos                       |
| 1966  | HC Dukla Jihlava                    | HC Davos                       |
| 1967  | HK Lokomotiv Moskva                 | HC Davos                       |
| 1968  | HC Dukla Jihlava                    | HC Davos                       |
| 1969  | HK Lokomotiv Moskva                 | HC Davos                       |
| 1970  | SKA Sankt Petersburg                | HC Dukla Jihlava               |
| 1971  | SKA Sankt Petersburg                | HC Dukla Jihlava               |
| 1972  | HC Slovan Bratislava                | Torpedo Gorkij                 |
| 1973  | HC Slovan Bratislava                | Traktor Tjeljabinsk            |
| 1974  | HC Slovan Bratislava                | Polen                          |
| 1975  | Tjeckoslovakiens olympiska landslag | Finland                        |
| 1976  | Sovjetunionen B                     | Tjeckoslovakien B              |
| 1977  | SKA Leningrad                       | HC Dukla Jihlava               |
| 1978  | HC Dukla Jihlava                    | AIK                            |
| 1979  | Krylja Sovetov                      | Düsseldorfer EG                |
| 1980  | HK Spartak Moskva                   | Vítkovice                      |
| 1981  | HK Spartak Moskva                   | HC Davos                       |
| 1982  | HC Dukla Jihlava                    | HK Spartak Moskva              |
| 1983  | HK Dynamo Moskva                    | HC Dukla Jihlava               |
| 1984  | Kanada                              | HC Dukla Jihlava               |
| 1985  | HK Spartak Moskva                   | Kanada                         |
| 1986  | Kanada                              | Sokol Kiev                     |
| 1987  | Kanada                              | Krylja Sovetov                 |
| 1988  | USA                                 | Kanada                         |
| 1989  | HK Spartak Moskva                   | Färjestad BK                   |
| 1990  | HK Spartak Moskva                   | Kanada                         |
| 1991  | HK CSKA Moskva                      | HC Lugano                      |
| 1992  | Kanada                              | Färjestad BK                   |
| 1993  | Färjestad BK                        | HC Davos                       |
| 1994  | Färjestad BK                        | HC Davos                       |
| 1995  | Kanada                              | HK Lada Toljatti               |
| 1996  | Kanada                              | HC Davos                       |
| 1997  | Kanada                              | Färjestad BK                   |
| 1998  | Kanada                              | Kölner Haie                    |
| 1999  | Kölner Haie                         | Metallurg Magnitogorsk         |
| 2000  | HC Davos                            | Kanada                         |
| 2001  | HC Davos                            | Kanada                         |
| 2002  | Kanada                              | HC Davos                       |
| 2003  | Kanada                              | HC Davos                       |
| 2004  | HC Davos                            | HC Sparta Praha                |
| 2005  | Metallurg Magnitogorsk              | Kanada                         |
| 2006  | HC Davos                            | Kanada                         |
| 2007  | Kanada                              | Salavat Julajev Ufa            |
| 2008  | HK Dynamo Moskva                    | Kanada                         |
| 2009  | HK Dinamo Minsk                     | HC Davos                       |
| 2010  | SKA Sankt Petersburg                | Kanada                         |
| 2011  | HC Davos                            | Dinamo Riga                    |
| 2012  | Kanada                              | HC Davos                       |
| 2013  | Genève-Servette HC                  | HK CSKA Moskva                 |
| 2014  | Genève-Servette HC                  | Salavat Julajev Ufa            |
| 2015  | Kanada                              | HC Lugano                      |
| 2016  | Kanada                              | HC Lugano                      |
| 2017  | Kanada                              | Schweiz                        |
| 2018  | KalPa                               | Kanada                         |
| 2019  | Kanada                              | HC Oceláři Třinec              |

1 Oxford University och LTC Prag spelade 0-0 efter övertid. Båda två utnämndes till vinnare.
2 Turneringen ej spelad på grund av andra världskriget.
3 Turneringen spelades ej.
4 Turneringen spelades ej.

### Fotnoter
1. ↑  ”Spengler Cup”. Nationalencyklopedin. http://www.ne.se/uppslagsverk/encyklopedi/l%C3%A5ng/spengler-cup. Läst 31 december 2015.